# Jabloňová panna
Jabloňová panna je pohádka od českého spisovatele Karla Jaromíra Erbena. Je určena pro děti a mladé čtenáře a vypráví o králi, který se zamiloval do krásné panny, ale místo ní pojal za ženu zlou babici, která se za jabloňovou pannu vydávala. Erben pohádku napsal v 50. letech 19. století, za svého života ji však nevydal, podle Mojmíra Otruby snad vzhledem k jejímu spletitému ději. Byla nalezena v jeho pozůstalosti. Antonín Grund v roce 1939 pohádku zařadil do nového vydání Českých pohádek.

## Děj
Pohádka vypráví o králi, který rád jezdí lovit do lesa. Jednoho dne je žíznivý a narazí na jabloň se třemi jablky. Postupně je rozkrojí a vždy se zjeví nahá panna, která ale touží po vodě a rychle zmizí. Třetí, poslední jablko proto král nerozkrojí a odnese jej k řece. Tam nahou dívku pokropí vodou, věnuje jí svůj plášť a požádá ji o ruku. Když se pro nevěstu vrátí s kočárem, už tam není a místo ní tam byla ošklivá stará baba, čarodějnice, která krásnou pannu shodila do řeky, protože si chtěla vzít krále. Král si myslel, že je to jeho vyvolená panna, jen je začarovaná, tudíž si ji vezme za ženu.
Na zámek přilétají holubice, dvě proměněné sestry jabloňové panny, a varují krále, že má nepravou. Čarodějnice přesvědčí myslivce, aby holubici zastřelil, a z její krve přes noc vykvete jabloň se třemi kvítky. Zahradníkova dcera si kvítek vezme a posléze zjistí, že se proměňuje v krásnou, nahou pannu. Zahradníkova dcera ji pokropí vodou. Panna pak prozradí králi, že je jeho vyvolená, kterou zlá baba shodila do řeky. Král dá čarodějnici svázat a hodit do pece. Na konci vše dobře dopadne, král se znovu ožení s krásnou jabloňovou pannou a všichni spolu šťastně žijí až do smrti.

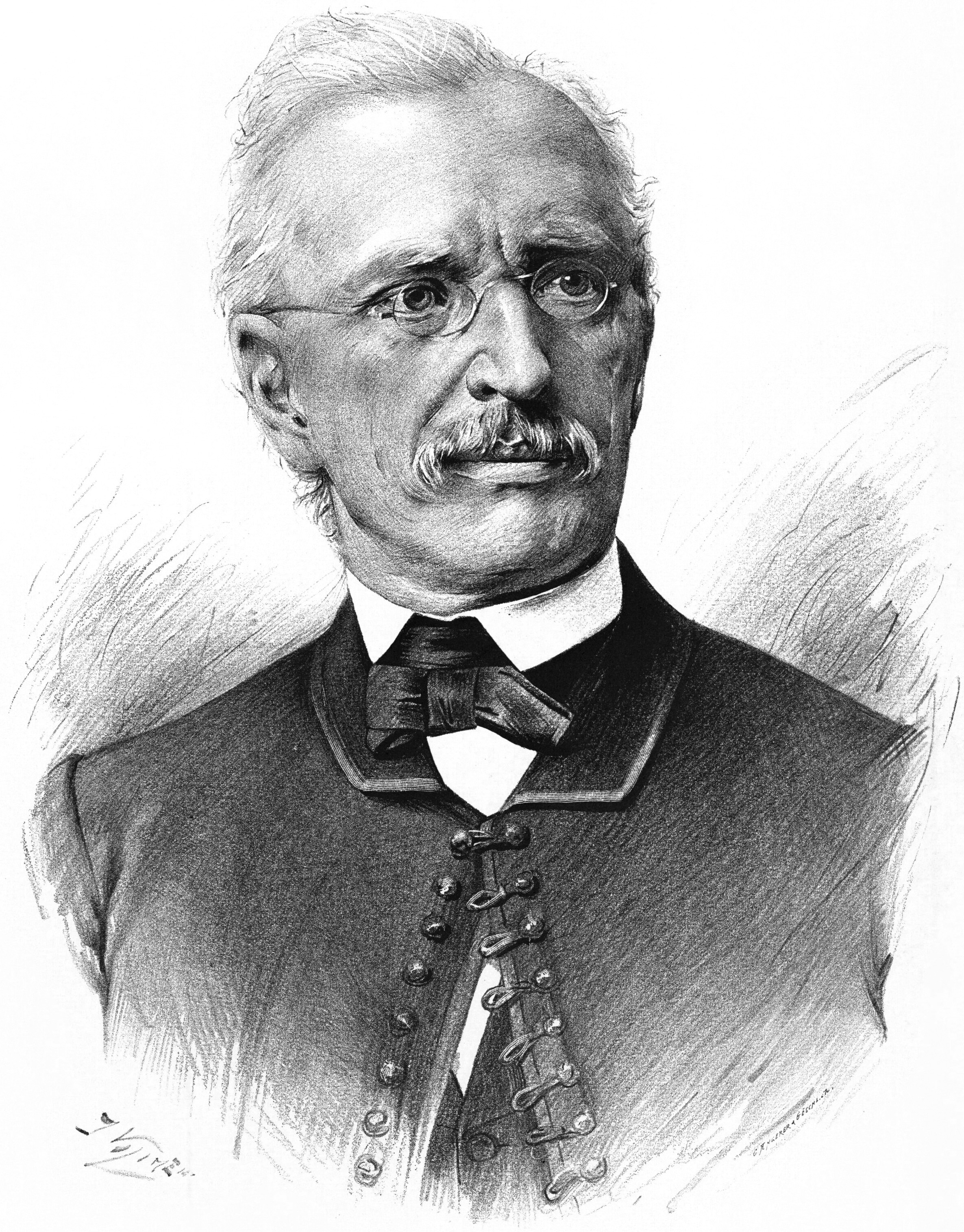
Karel Jaromír Erben

## Přijetí a interpretace
Látka, kterou autor zpracovává, je původu jihoevropského, středomořského. Před Erbenem ji v českém prostředí zpracoval Jakub Malý v podobě pohádky „Pomerančová panna“. Božena Němcová využila látku v rozvláčnějším, slovenském podání a zapsala ji jako „Tři zlaté citrony“.
Podobně jako u dalších kouzelných pohádek nalezených po autorově smrti v rukopisech (Drak dvanáctihlavý a Dvojčata), není děj příliš komplikovaný a motivicky bohatý. V těchto pohádkách se více uplatňují dobrodružné prvky, jako například odvážný boj s draky, osvobození princezen, proměny lidí v zvířata nebo také zlé čarodějnice.
Jan Červenka si v pohádce všímá logického opomenutí. První dvě panny, které vyskočí z jablek, se promění v holubice, ale když později čarodějnice svrhne královu nevěstu do vody a ta se přes noc promění v jabloň, vyrostou na ní opět tři kvítky. O několik řádků dál však pohádka zmiňuje pouze jeden kvítek, protože zbývající sestry mají podobu holubice. Taková chyba je pro Erbena, na rozdíl od živelnější Němcové, neobvyklá.

## Adaptace
V roce 1974 byla Jabloňová panna adaptována do podoby animovaného filmu s loutkami. Režisér Břetislav Pojar a výtvarník Miroslav Štěpánek za který je označován za velmi poetický a výtvarně pozoruhodný, získali nejvyšší ocenění mezi českými animovanými filmy – cenu Jiřího Trnky. Další adaptace pochází z roku 2000 a je hraná. Film režíroval Milan Cieslar a role panny se ujala Ester Geislerová.